# División Intermedia (Callao) 1940
La División Intermedia del Callao, fue la novena y última edición del campeonato de 1940. La División Intermedia fue la segunda categoría del fútbol del Callao, debajo de la Primera División Provincial del Callao. 

## Historia
En la temporada 1940, se brindó dos ascensos a los mejores equipos del torneo, para la Primera División Provincial del Callao. En la presente torneo participan los equipos ascendidos de la Segunda División Provincial fueron: Once Camaradas, Progresista Aguilar y el Santiago Rossell. Luego los equipos participantes en la división intermedia de la temporada 1939.
Los equipos: Santiago Rossell y Alianza Tucumán, logran el campeonato y subcampeonato respectivamente. Adicionalmente su ascenso a la división superior. 
Sin embargo, para el siguiente año, cambia el sistema del campeonato. Es reemplazado por la  Liga Regional de Lima y Callao en todas sus divisiones. Por lo tanto los equipos chalacos son repartidos en todas las divisiones de la liga regional.

## Equipos participantes
Grupo A
- Alianza Tucumán - Finalista y clasifica a Promoción a Liga Regional
- San Lorenzo de Almagro
- Unión La Perla
- Porteño
- Unión Zorrilla
- KDT Nacional
- Unión Buenos Aires
- Atlético Roma
- Atlético América

Grupo B
- Santiago Rossell - Finalista y clasifica a Promoción a Liga Regional
- Once Camaradas
- Real Felipe
- Boca Juniors Callao
- Sportivo Águila
- Sporting Bellavista
- Atlético Excelsior
- Progresista Aguilar
- Deportivo Corsario

## Final
| 13 de abril de 1941 | Santiago Rossell | 1:0 | Alianza Tucumán | El Potao, Lima |  |

## Nota
- En 1936, se reestablece el torneo de la Segunda División Provincial del Callao.
- Del 1935 a 1940, la Tercera División Provincial del Callao se mantuvo sin operar.